# Rijksweg 2
Die A2 ist ein Rijksweg und eine niederländische Autobahn (Autosnelweg). Die Autobahn beginnt in Amsterdam am Kreuz Amstel und verläuft via Utrecht, ’s-Hertogenbosch, Eindhoven und Maastricht zur belgischen Grenze in der Nähe von Eijsden. Von da aus führt die Strecke als A25 weiter nach Lüttich in der Wallonie.
Die A2 gilt als die wichtigste Nord-Süd-Verbindung der Niederlande, vor allem das Stück von Amsterdam nach Eindhoven hat ein immens hohes Verkehrsaufkommen.

## Verlauf
Die A2 hat eine Länge von 217 km. Zwischen Amsterdam und Utrecht folgt die A2 der Route der E 35, danach der Strecke der E 25.
Streckenweise verlaufen weitere Autobahnen gemeinsam mit der A2 über eine Trasse:
- zwischen den Knotenpunkten Empel und Hintham die A59
- zwischen den Knotenpunkten De Hogt und Leenderheide die A67

## Geschichte
Der Abschnitt zwischen Amsterdam und Utrecht wurde 1954 eröffnet und wird irrtümlicherweise vielfach als erste niederländische Autobahn bezeichnet. Das erste niederländische Autobahnteilstück wurde 1936 zwischen Voorburg und Zoetermeer als Teil der heutigen A12 eröffnet. Bereits vor Ausbruch des Zweiten Weltkrieges waren große Teile der heutigen Autobahnen A4, A12 und A44 fertiggestellt. Der 1954 eröffnete Abschnitt war hingegen das erste nach dem Zweiten Weltkrieg eröffnete Autobahnteilstück mit getrennten Richtungsfahrbahnen.
Am 10. Januar 2005 begann das Verkehrsministerium mit einer Probe des „dynamischen Überholverbots“ (Überholverbot für LKWs zur Hauptverkehrszeit) auf der A2 zwischen Abcoude und Maarssen.

## Fallengelassene Planungen
In den 1960er Jahren wurde eine alternative Trasse der Autobahn zwischen ’s-Hertogenbosch und Weert geplant, die östlich an Eindhoven vorbei durch die Strabrechtse Heide hindurch verlaufen sollte. Diese Planung wurde jedoch ab 1971 nicht mehr weiter verfolgt. Der Ausbau der bestehenden westlichen Umfahrung Eindhovens wird jedoch weiterhin als Provisorium betrachtet. Die 2008 fertiggestellte A73 trägt als weiträumige östliche Umgehung auch zur Entlastung der A2 und des Ballungsraums Eindhoven bei.

## Zukünftige Entwicklungen
Seit Jahren gilt die A2 als Nadelöhr und Stauquelle. Die Korridorstudie Amsterdam – Utrecht (CAU) führte Mitte der 1990er Jahre zum Kabinettsbeschluss, die Autobahn zu erweitern. Das Besondere an dieser Studie war, dass die Kapazitätsvergrößerung der Autobahn auch in Verbindung mit den Transportkapazitäten der übrigen Verkehrswege, in diesem Fall Schienen- und Wasserwege, betrachtet wurde. Die Erweiterungsarbeiten an der Autobahn sollten planmäßig 2012 abgeschlossen werden.
Am 5. Januar 2007 wurde bekannt gemacht, dass zwischen Breukelen und Maarssen in Richtung Utrecht und beim Knotenpunkt Everdingen südlich von Utrecht der Verkehr kameraüberwacht wird, um besonders starken Nutzern der A2 Fragebögen zuzusenden. Auf diesen wurden sie gebeten, sich zu äußern, ob sie während der Bautätigkeiten bereit wären, alternative Transportmöglichkeiten (zum Beispiel den öffentlichen Nahverkehr) zu nutzen. Die installierten Kameras wurden Mitte März 2007 wieder abgebaut.

### Bei Utrecht
Nach dem Ausbau wird die Autobahn im Bereich Utrecht jeweils fünf Richtungsfahrbahnen haben, wovon je drei durchgehend sind und jeweils zwei weitere als Parallelfahrbahnen gebaut werden, um den lokalen Verkehr vom Fernverkehr trennen zu können. Über eine Länge von 1650 Metern wird die Autobahn im Tunnel geführt, um einen neuen Stadtteil (Leidsche Rijn) mit voraussichtlich 80.000 Einwohnern darüber bauen zu können. Während des Baus dieses Stadtteils werden temporäre Anschlussstellen gebaut, um den Baustellenverkehr weitestgehend aus den Stadtstraßen fernzuhalten. Die A2 wird dann zwischen der Anschlussstelle Maarssen und dem Knotenpunkt Holendrecht auf je vier Richtungsfahrbahnen und im weiteren Verlauf bis zur Anschlussstelle Abcoude auf je fünf Richtungsfahrbahnen ausgebaut.
Am 10. Mai 2006 kündigte Verkehrsministerin Karla Peijs den zehnstreifigen Ausbau zwischen den Knotenpunkten Holendrecht und Oudenrijn an. Die ersten Fahrspuren wurden dem Verkehr am 16. Juli 2010 übergeben, am 21. Juli 2010 wurde auch der zweite Abschnitt zwischen Vinkeveen und Utrecht eröffnet.
Da die Verkehrsentwicklung in der Mitte der Niederlande dem Ausbau der Infrastruktur voranschreitet, wurde 2006 eine neue Studie zur Entwicklung weiterer Maßnahmen in Auftrag gegeben.

### Everdingen – ’s-Hertogenbosch
Im Februar 2006 begannen die Bauarbeiten mit der Erweiterung der A2 auf je drei Richtungsfahrbahnen zwischen dem Knotenpunkt Everdingen und Culemborg. Bei Rosmalen und ’s-Hertogenbosch wird die Autobahn auf je vier Richtungsfahrbahnen ausgebaut, wobei je Richtung jeweils zwei Fahrbahnen für den Lokal- und zwei Fahrbahnen für den Fernverkehr vorgesehen sind. Die Gemeinde ’s-Hertogenbosch plant im Zuge des A2-Ausbaus ein neues Wohn- und Geschäftsviertel an der Autobahn anzusiedeln. Im Zuge dieser Planungen wird die A2 nördlich des Knotenpunktes Hintham über eine Länge von 300 Metern durch einen Tunnel geführt.

### ’s-Hertogenbosch – Eindhoven
Ende 2011 begann der sechsstreifige Ausbau dieser ca. 20 km langen Teilstrecke. Oktober 2013 wurde der Abschnitt Vught-Knp. Ekkersweijer sechsstreifig eröffnet.

### Bei Eindhoven
Im Rahmen einer grundlegenden Instandsetzung des (unvollständigen) Autobahnrings wurde auch hier die Autobahn auf vier mal zwei Richtungsfahrbahnen ausgebaut. Ebenso gibt es hierbei eine Trennung zwischen Lokal- und Fernverkehr. Der Fernverkehr unterliegt dabei einer Geschwindigkeitsbegrenzung von 120 km/h, der Lokalverkehr auf den Parallelfahrbahnen von 80 km/h. Die 2008 fertiggestellte A73 trägt auch zur Entlastung der A2 und des Ballungsraums Eindhoven bei. Trotz dieser Maßnahmen ist dieser Abschnitt extrem Staulastig.

### Maastricht

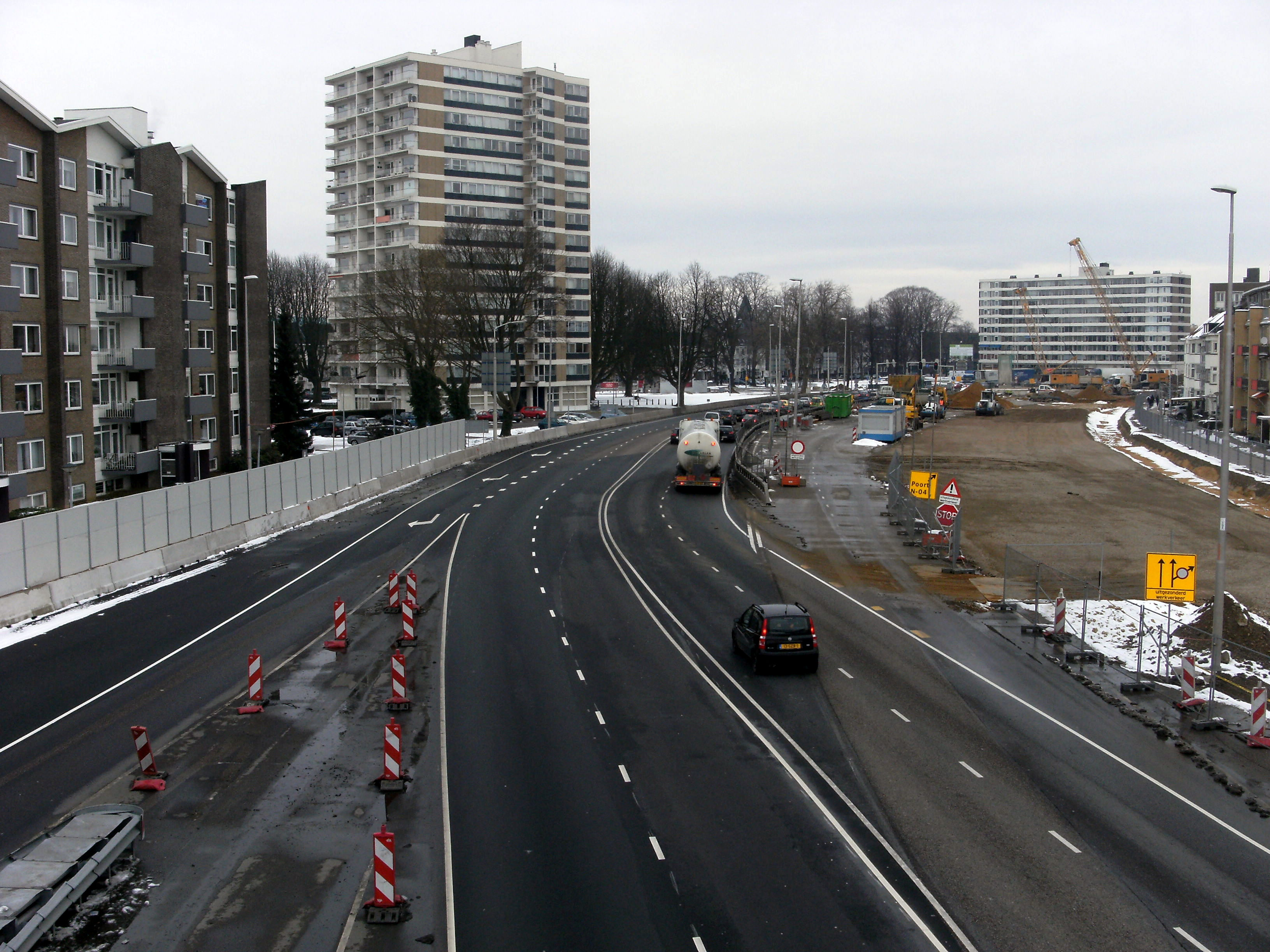
Baustelle des A2 Tunnels (2013)

Die N2 wurde im Jahr 1959 angelegt und führt direkt durch die Stadt Maastricht. Bereits in den frühen 1980er Jahren suchte man nach geeigneten Lösungen, da es keine Umfahrung für den Fernverkehr gab und es regelmäßig zu Staus und Belästigungen für die Anwohner kam. 
Im Januar 2006 haben die beteiligten Parteien den Finanzierungsplan für den König-Willem-Alexander-Tunnel unterzeichnet. Der doppelstöckige Tunnel hat auf jeder Ebene pro Fahrtrichtung je eine Röhre, insgesamt ergeben sich dadurch vier Röhren. Jede Röhre verfügt über zwei Fahrspuren. Die obere Ebene dient als Autoweg N2 dem lokalen Verkehr und die untere Ebene als Autobahn A2 dem Durchgangsverkehr.  
Die Übereinkunft sah eine Bauzeit von 2007 bis 2012 vor. Der Tunnelbau begann im Jahr 2012 und wurde 2016 fertiggestellt.

### Brückenbauwerke
Im Rahmen des Ausbaus der A2 werden auch eine Reihe von Brücken saniert bzw. neu gebaut:
- neue Utrechtsebrücke über die Amstel in Amsterdam
- Jan-Blanken-Brücke über den Lek bei Vianen
- Martinus-Nijhoff-Brücke über den Waal bei Zaltbommel
- Maasbrücke bei Empel
- Grünbrücke zwischen Boxtel und Best
- Maasbrücke zwischen Wessem und Maastricht

## Sonstiges
- Über die A2 ist in den Niederlanden ein Computerspiel mit dem Titel A2 Racers erschienen.
- In Höhe des Knotenpunktes Vught bei ’s-Hertogenbosch wurde die Autobahn im Januar 1995 von der Dommel überflutet.

## Bilder

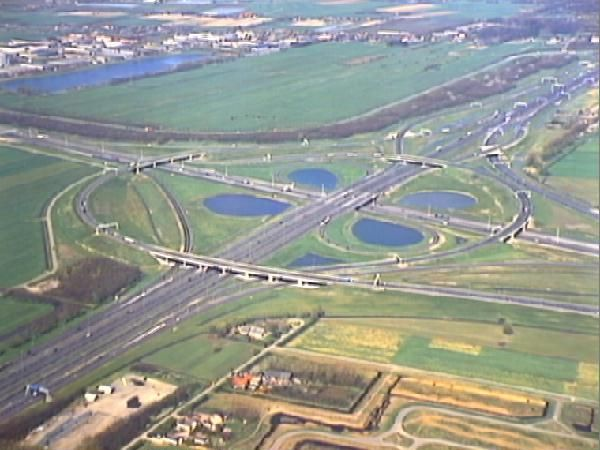
Knotenpunkt Oudenrijn bei Utrecht
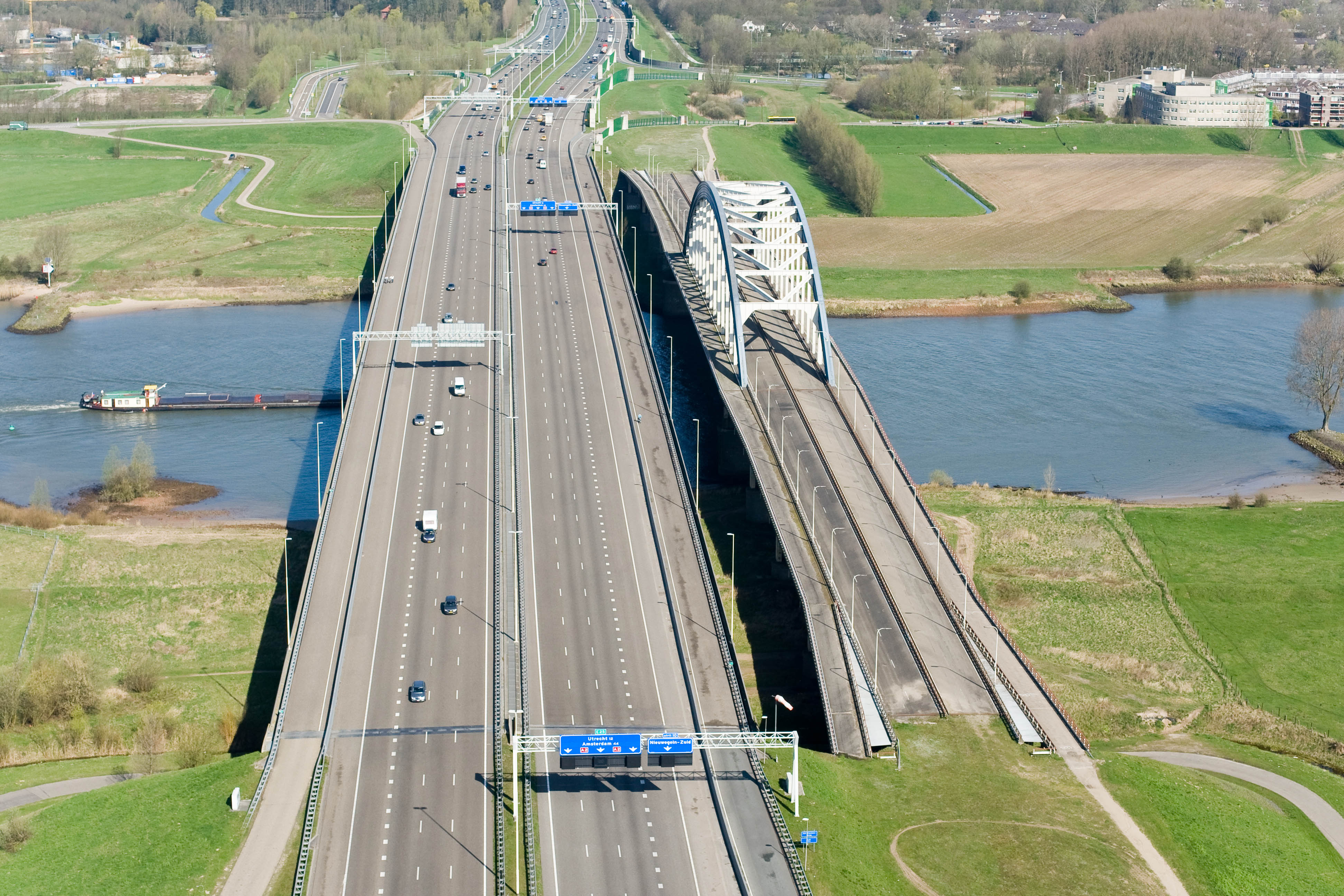
Jan Blankenbrug und alte Lekbrücke
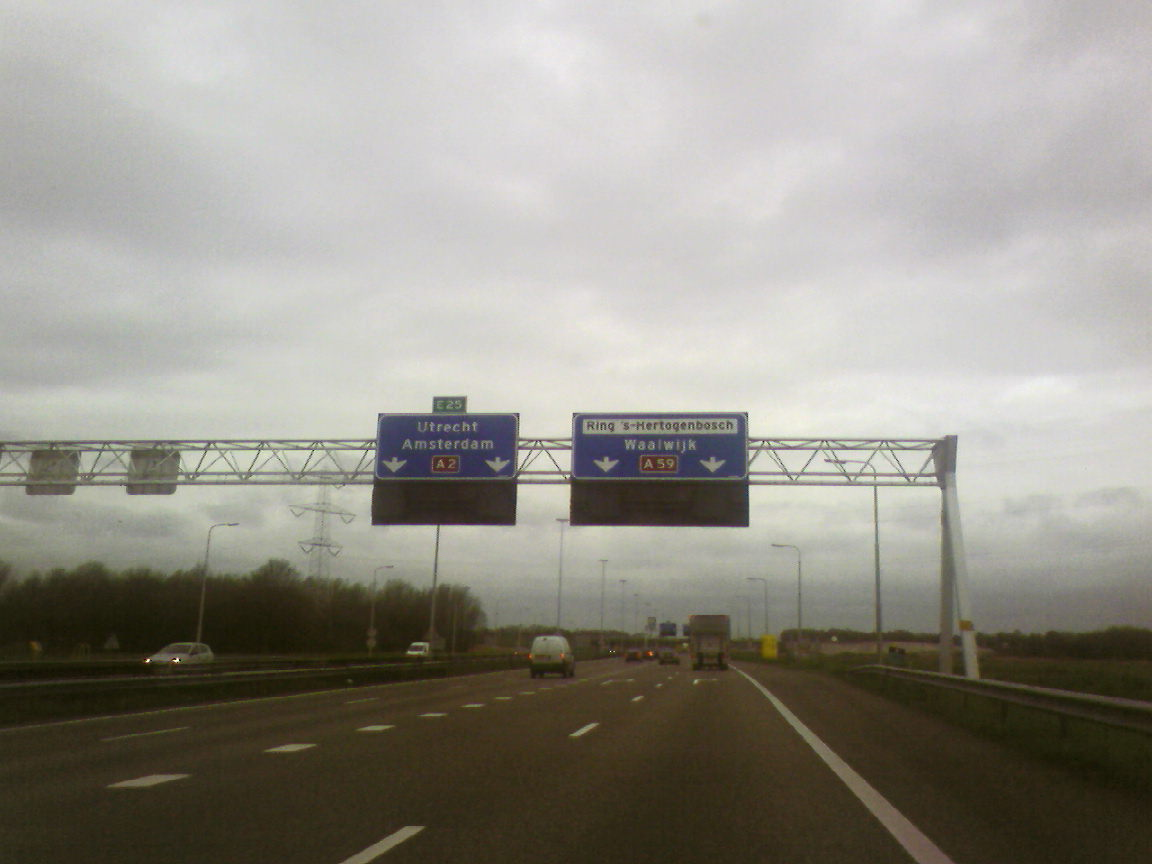
A2 bei ’s-Hertogenbosch
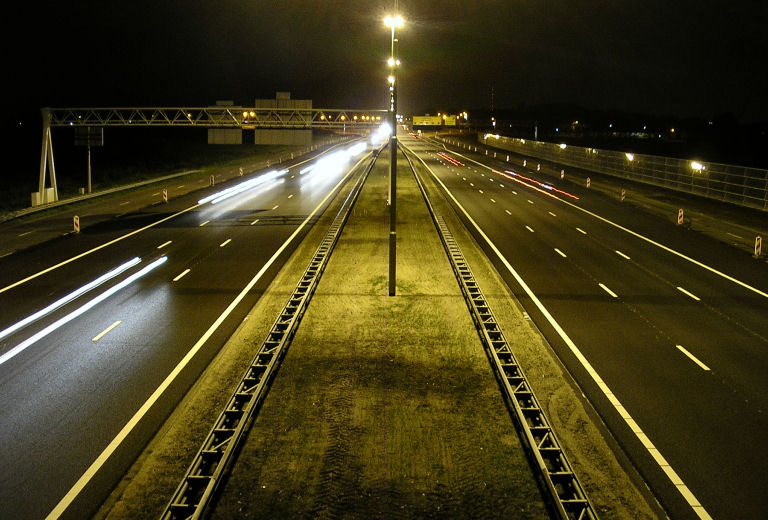
Ausbau der A2 in Culemborg (2007)
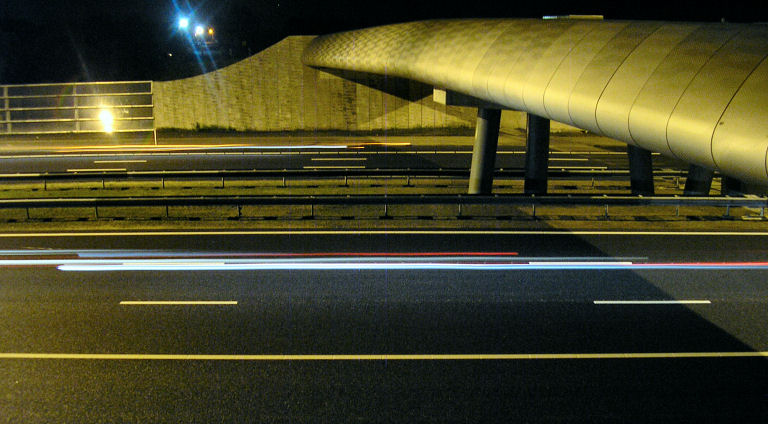
Ausbau der A2 in Diefdijk (2007)
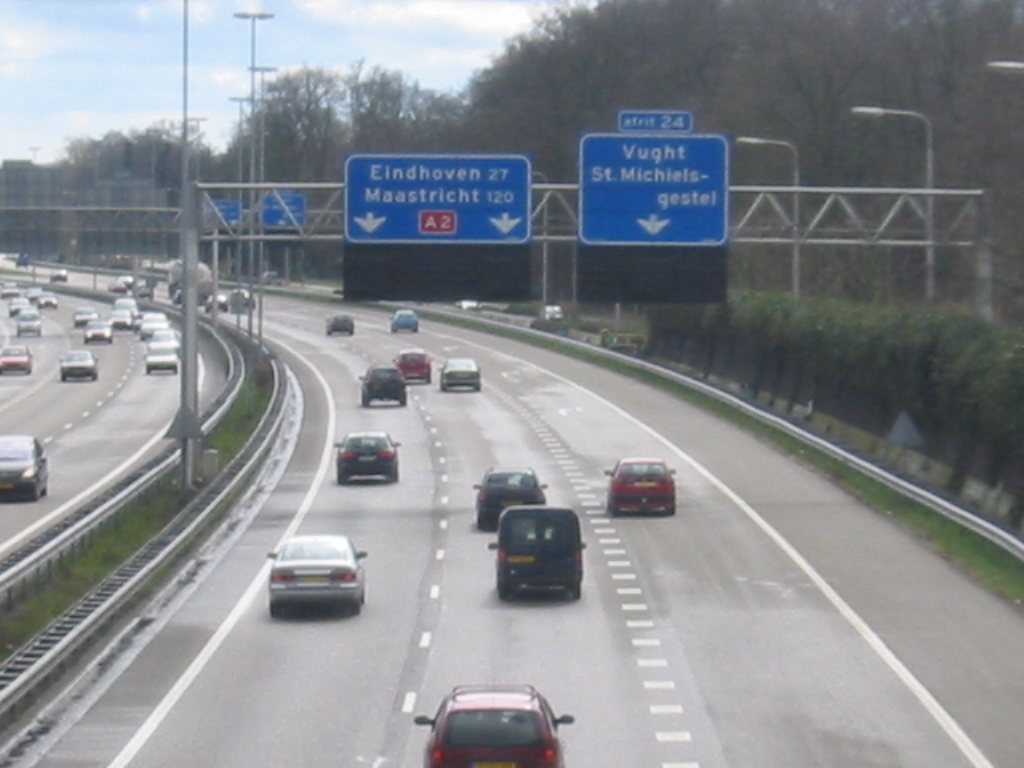
A 2 bei Vught (afrit 24)
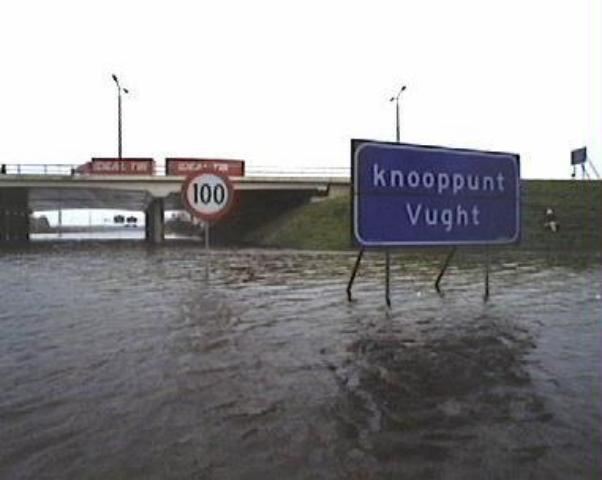
Überflutete A 2
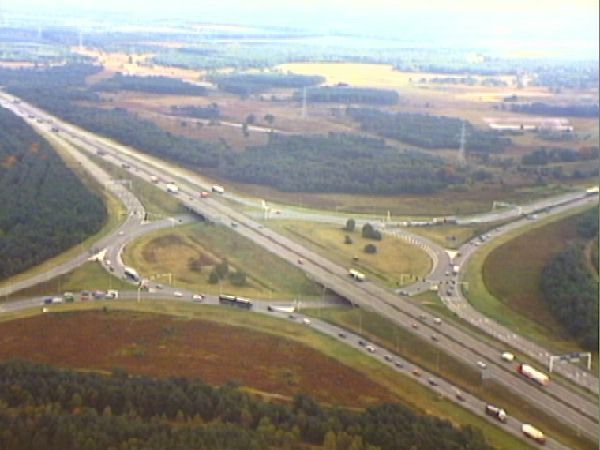
Kreuz Leenderheide (alte Situation, bis rd. 2009)
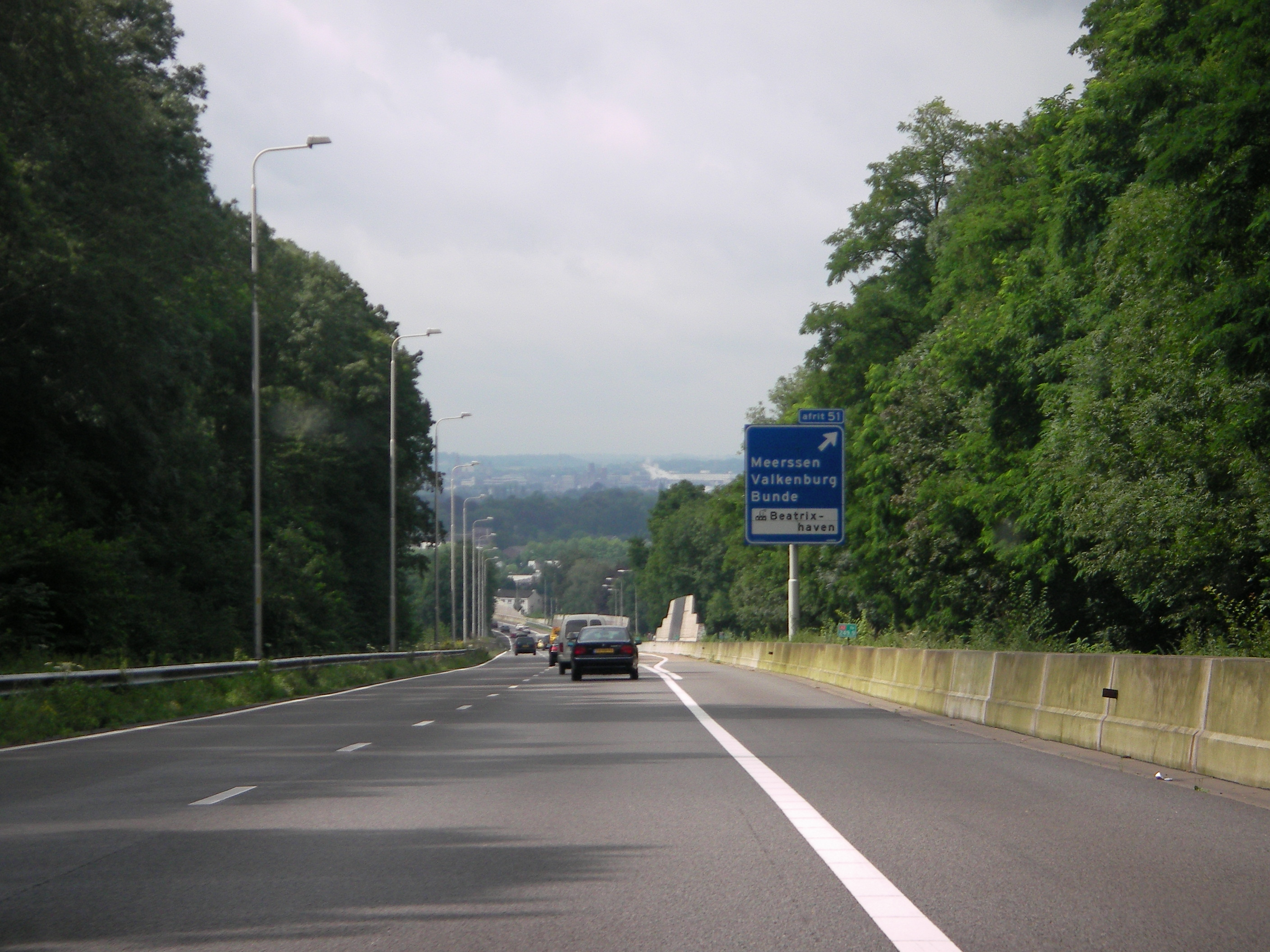
A2 bei Meerssen (afrit 51)